# Orientační kniha Velké Prahy a Modřan
Orientační kniha Velké Prahy a Modřan je plán Prahy v knižní podobě. Byl iniciován Masarykovým četnickým vzdělávacím a podpůrným fondem. Stalo se tak na základě výnosu ministerstva vnitra číslo 30.965/1947-III/2 ze dne 15. ledna 1948. Během procesu vydávání byla tato instituce začleněna do Stráže Národní Bezpečnosti Publikace v kapesním formátu (8°, přibližně 100 x 150 mm) obsahuje jednu přehlednou mapu kladu mapových listů a 69 mapových listů. Plánky vypracoval a vytiskl Vojenský zeměpisný ústav. Jsou dílem npor. J. Bělohlávka, por. M. Vodrážky, J. Vaška, J. Musílka, J. Žaldánka, Ant. Mlátka a J. Kallové, kteří je vytvořili většinou jako práci přes čas. Dále jsou součástí publikace rejstříky (celkem 440 stran). Textová část byla vytištěna v Mladé Frontě v Praze.

## Obsah
1. Předmluva, str. 3
2. Vysvětlivky, str. 4
3. Přehled katastrálních obcí Velké Prahy (včetně Modřan), str. 5-6
4. Adresář Velké Prahy a Modřan, str. 7-91
5. Hlavní a výpadní komunikační směry (silnice), str. 92-94
6. Pražské památky, str. 95-107
7. Přehled čísel popisných (podle katastrálních území), str.109-360
8. Seznam ulic Velké Prahy a Modřan, str. 361-440
9. Přehledná mapa kladu mapových listů
10. 69 mapových listů

## Vysvětlivky
V době vydání příručky byly pražské ulice z větší části přejmenovány a mnohé bezejmenné ulice opatřeny novými názvy. Některé ulice byly rozděleny na dvě, jiné sloučením utvořily jednu ulici, čímž vznikly diference v orientačních čísel.
Některé nově pojmenované ulice nejsou dosud opatřeny příslušnými tabulkami se jmény ulic, ani tabulkami orientačního číslování.
V "Seznamu ulic" jsou všechny ulice (staré i nové) uvedeny v abecedním pořadu s poznámkou, jak se která ulice jmenovala dříve, nebo jak se jmenuje nyní.

## Galerie

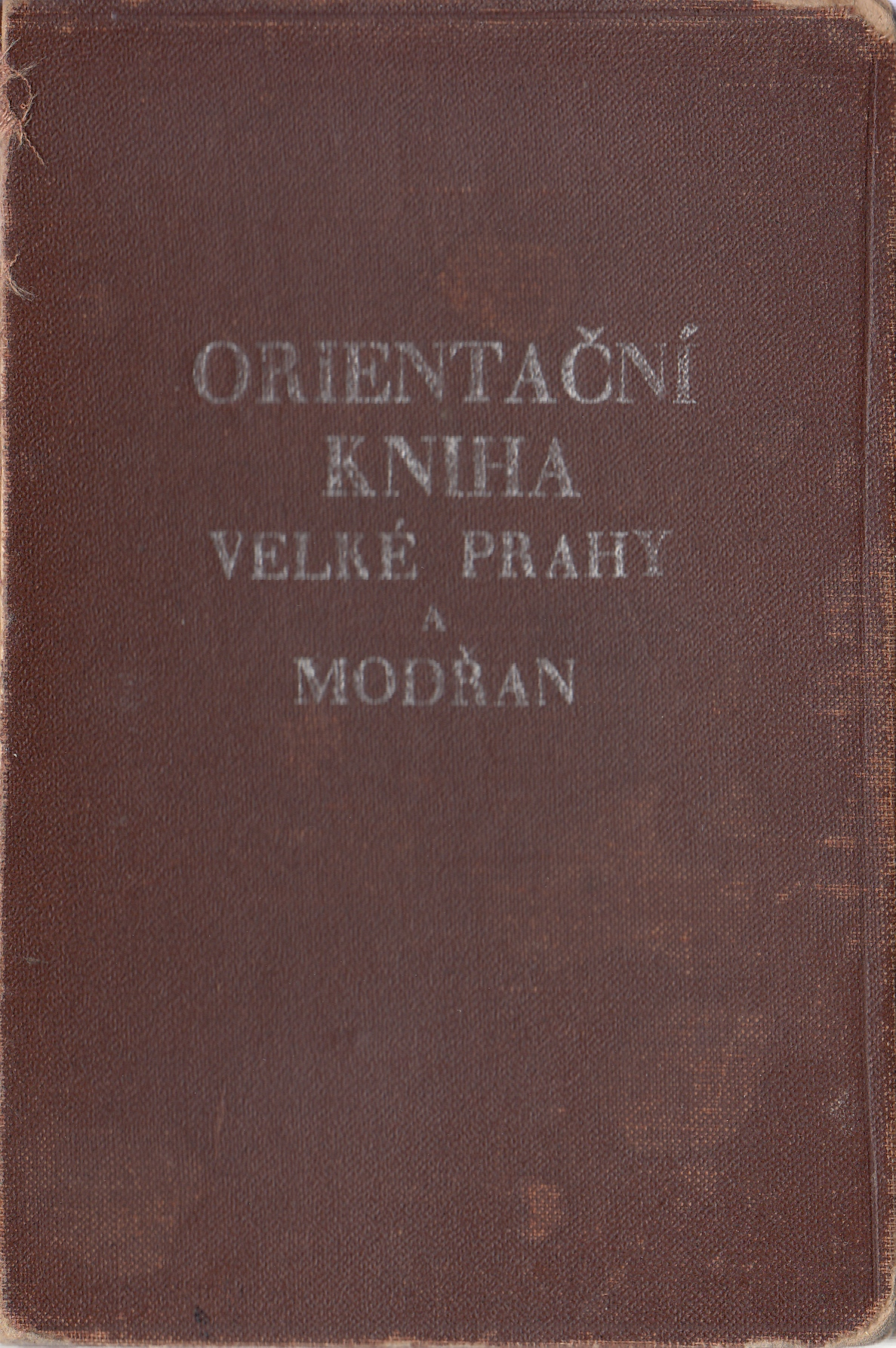
Obálka Orientační knihy
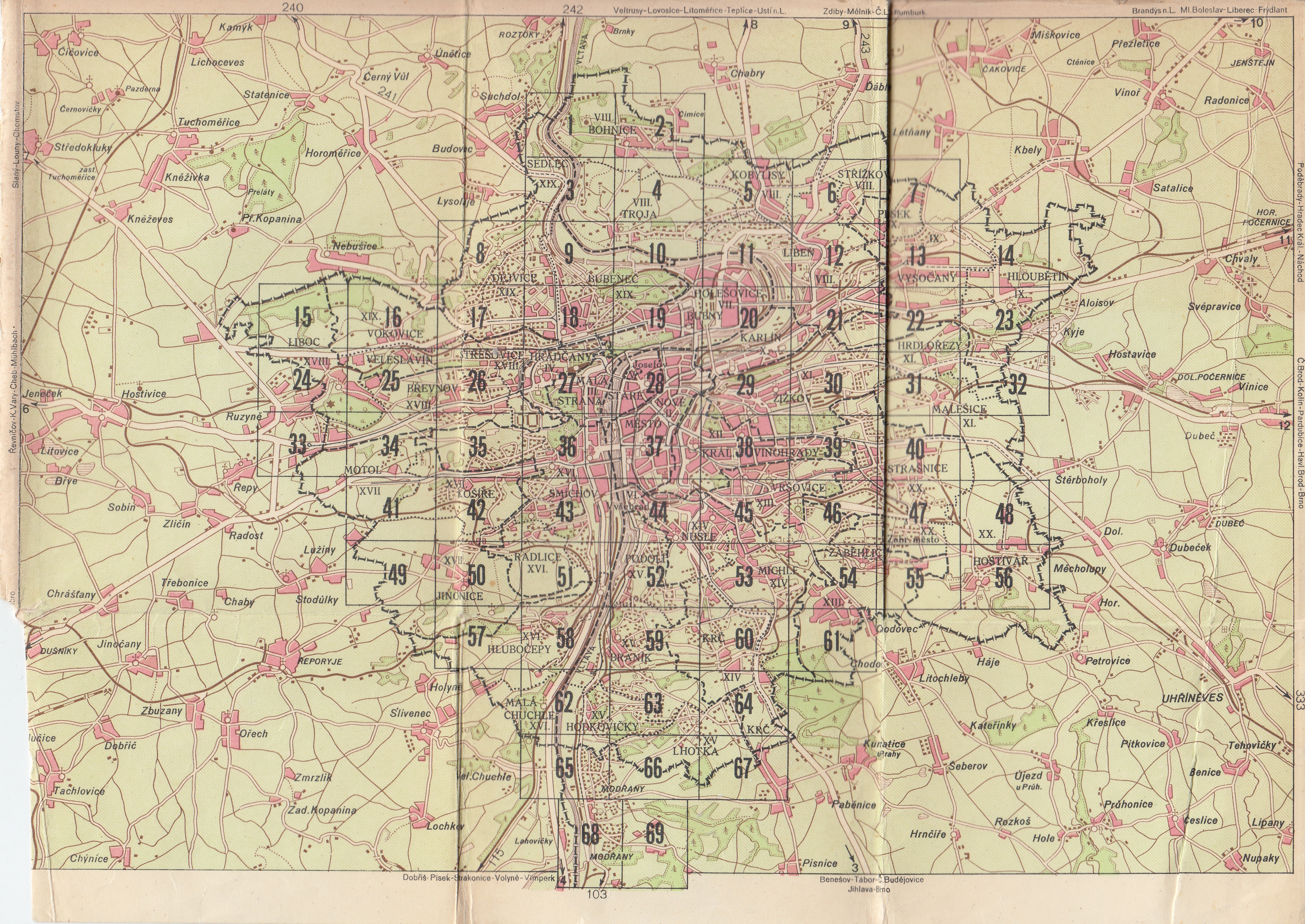
Přehled mapových listů
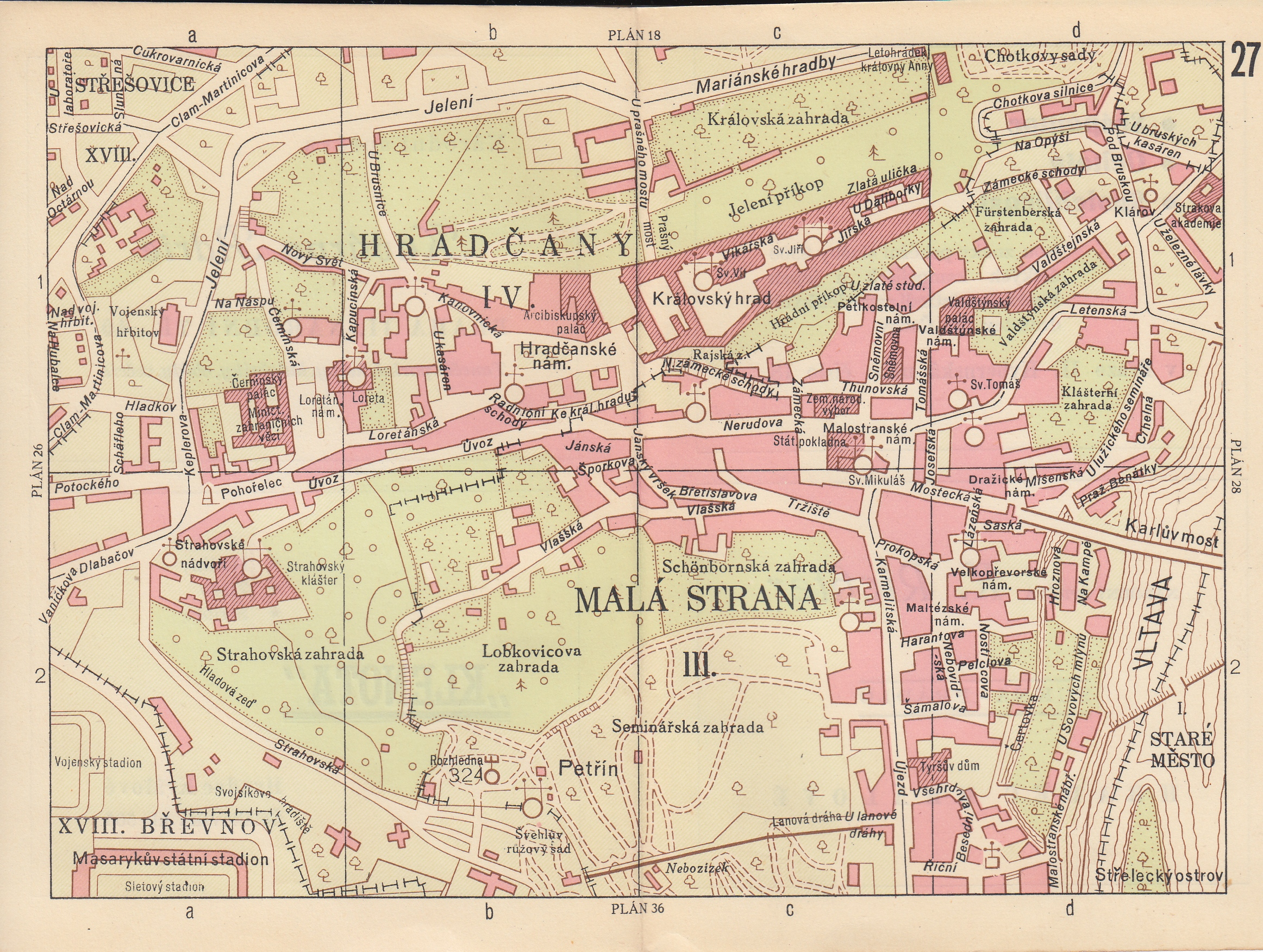
Příklad jednoho mapového listu (číslo 27)